# Mixobrycon ribeiroi
Mixobrycon ribeiroi es una especie de peces de la familia Characidae en el orden de los Characiformes, es la única especie del género Mixobrycon.

## Morfología
Los machos pueden llegar alcanzar los  3,5 cm de longitud  total.

## Hábitat
Vive en zonas de clima tropical.

## Distribución geográfica
Se encuentran en Sudamérica: cuenca del río Paraguay.